# Kuhrecht

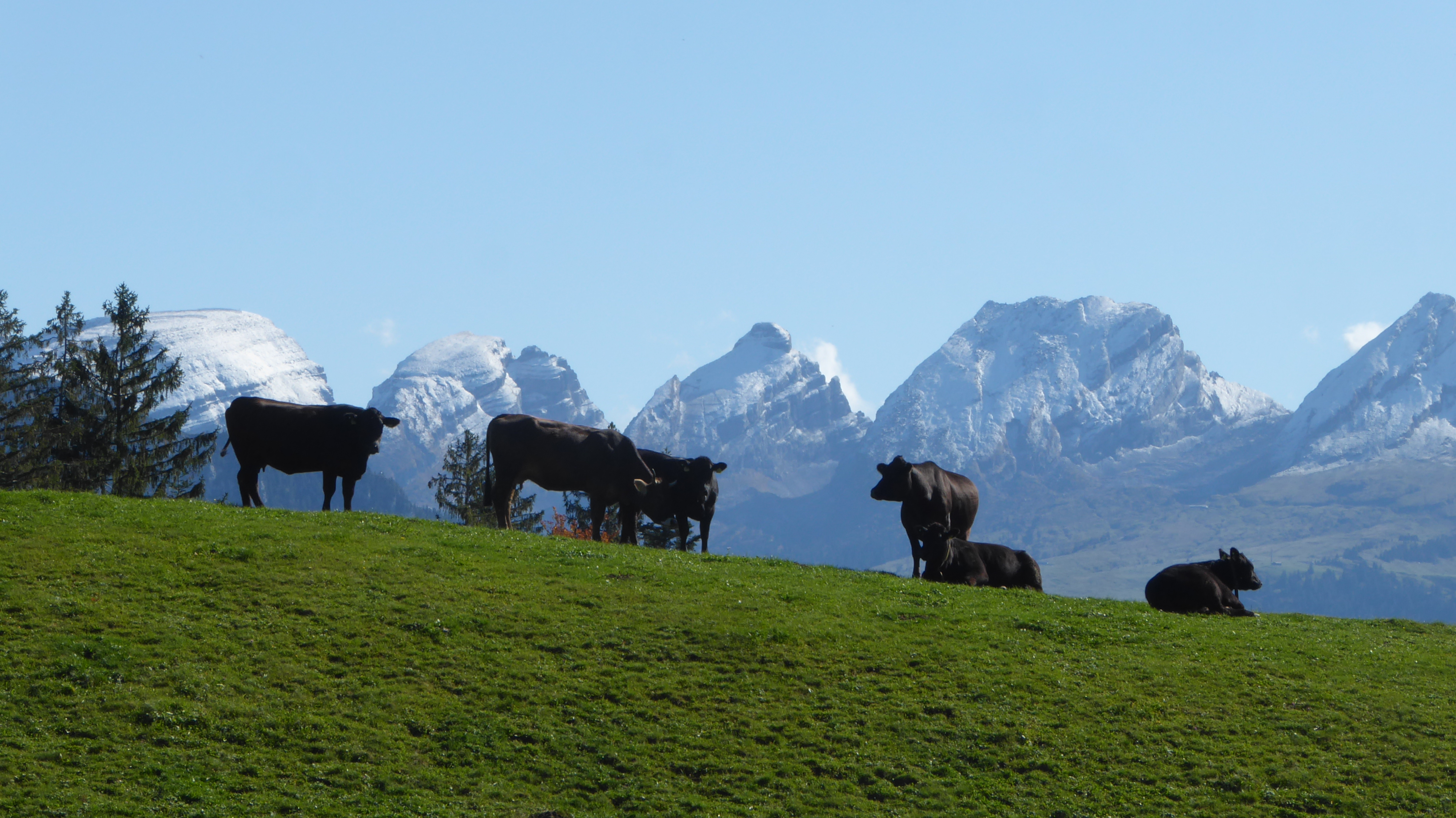
Mit Kuhrechten wird festgelegt, wie viele Tiere ein Tierhalter auf einer Alp sömmern darf.

Ein Kuhrecht ist die Berechtigung, eine Kuh oder ein entsprechendes anderes Tier auf einer Alp zu sömmern. Mit Kuhrechten wird auch der (ideelle) Alpanteil bezeichnet.
Die primäre Bedeutung von Kuhrecht ist das Weiderecht für Kühe, das Recht also, auf einer genossenschaftlich bestoßenen Alp eine Kuh zu sömmern. Das Schätzmaß Kuhrecht bezeichnet die durch Weidewirtschaft erzielten Ertragsmasse in der voralpin-alpinen Schweiz. Die Größe von Weiden wird nach Anzahl gesömmerter Kühe, jene von Wiesland nach Anzahl überwinterter Kühe geschätzt und deshalb auch als Kuhsömmerung und -winterung bezeichnet. Kuhrechte sind in den alpinen Gebieten noch heute üblich. Im Schweizer Kanton Bern werden Kuhrechte seit dem Spätmittelalter in einem amtlichen Verzeichnis, dem «Seybuch», geführt.